# Henry Ruiz
Henry Ruiz Hernández  conocido como Comandante Modesto (1940- ) es un exguerrillero y político nicaragüense.

## Biografía
Henry Ruiz Hernández nació en 1940 en la población de Jinotepe cabecera del departamento de Carazo en Nicaragua en el seno de una familia muy pobre.
Estudia primaria y secundaria en su ciudad natal.
Milita en la Juventud del Partido Socialista Nicaragüense, (PSN) en el departamento de Carazo.
En 1966 obtiene una beca del PSN para estudiar en Moscú, URSS.
Inicia estudios de Física y Matemáticas y se vincula al FSLN y a principios de 1968 viaja a Cuba para recibir entrenamiento militar.
En 1969 intenta volver a Nicaragua con Tomás Borge y logran llegar a Costa Rica, donde son capturados cuando intentaban comprar armas, deportados a Colombia, luego a Perú y finalmente a México, adonde llegan en 1970. En este país contacta con Carlos Fonseca.
Entra en Nicaragua en 1971 y se dirige al norte del país, llega a ser máximo responsable guerrillero en la montaña y miembro de la dirección nacional del FSLN.
En representación de la Tendencia Guerra Popular Prolongada en 1978 se encarga del proceso de unidad de las 3 tendencias del Frente Sandinista, proceso que culmina en los acuerdos de ese año, integrándose en la Dirección Nacional Conjunta.
Después de la victoria revolucionaria es distinguido con el grado de Comandante de la  Revolución y nombrado ministro de Planificación y más adelante de Cooperación Externa.
En la década de los 90 del siglo XX fue tesorero del FSLN.

## En la actualidad
En la actualidad es crítico y contrario al gobierno de Daniel Ortega y Rosario Murillo.
Es miembro del partido Unión Democrática Renovadora.
Se encuentra en arresto domiciliario y han limitado el ingreso de personas que pueden visitarle por su crítica al gobierno. Vive solo porque la mayoría de su familia está exiliada lo que dificulta su acceso a alimentos y medicación.